# Походы русских князей против Ордена меченосцев
Походы русских князей против Ордена меченосцев в начале XIII века — серия военных экспедиций полоцких, смоленских, новгородских, псковских и владимирских князей в целях поддержания своего влияния в восточной Прибалтике.

## Предпосылки
Прибалтийские племена находились в даннической зависимости от русских княжеств: ливы, частично латгалы, земгалы, курши — от Полоцкого княжества, эсты,  а также латгальские области  Талава и Адзель (русских летописях «Очела») платили дань  Новгородской республике.

### Разрешение на проповедь от князя Владимира
В 1184 году католический миссионер Мейнард фон Зегеберг обратился за разрешением к полоцкому князю Владимиру проповедовать в землях ливов и получил согласие. Историк А. П. Пятнов считает, что князь Владимир поступил так, ибо его родная сестра София приходилась супругой датскому королю Вальдемару I Великому.
В «Хронике Генриха Латвийского» говорится: «Получив позволение, а вместе и дары от короля полоцкого, Владимира, которому ливы, ещё язычники, платили дань, названный священник смело приступил к божьему делу, начал проповедовать ливам и строить церковь в деревне Икесколе».
В 1186 году  Мейнард был возведен его патроном, архиепископом бременским Гартвигом II, в сан епископа. 1 октября 1188 года папа Римский Климент III утвердил Мейнарда на «епископство Икскюль на Руси» (in Ruthenia), подчинив его Бременскому архиепископству и его главе Гартвигу II.    
В 1188 году из-за неуплаченных долгов на Готланде были посажены в тюрьму русские купцы, из-за чего на время прекратилась торговля между Новгородом и западной Прибалтикой. А торговлю на Балтийском море сдерживал конфликт между Новгородом и Швецией. В результате в нижнем течении Даугавы морская торговля остановилась, однако появился сухопутный маршрут на Псков. Созданные Мейнардом крепости Икскюль и Гольм стали опорными пунктами на этом торговом пути, что позволило ему получить поддержку от купечества.  
В 1190 году папа Климент III разрешил Мейнарду принять под свое начало всех орденских монахов и священников. В апреле 1193 года вновь избранный папа Целестин III своим письмом выразил ещё большую поддержку миссии, выдав всем членам миссии отпущение грехов (индульгенции).
12 октября 1196 года Мейнард скончался.   

### Начало крестового похода
Присланный на замену Мейнарду Бертольд Шульте в 1197 году пытался восстановить расположение ливов, однако те заподозрили его в корысти, по его бедности, и пытались «одни сжечь его в церкви, другие убить, третьи — утопить». Оскорблённый Бертольд отправился в Саксонию за войском, поскольку булла папы Целестина III 1193 года разрешила рыцарям «принимать на себя крест» не только ради похода в Палестину, но также и на северные территории Европы, что ознаменовало начало Северных крестовых походов и Ливонского, в частности. Прибывший с вооруженной ратью Бертольд в 1198 году был убит в сражении ливами.
Однако уже в 1199 году на 23 кораблях в устье Даугавы прибыл преемник ливонского епископа Альберт Буксгевден. Его полномочия принимать под начало рыцарей саксонских и вестфальских подтвердил своим посланием папа Иннокентий III.
В правление епископа Альберта было основано укрепление Рига (1201) и образован Орден меченосцев (1202) как военная сила для защиты территориальных приобретений колонизаторов вдоль древних торговых путей, проходивших по рекам Западная Двина и Гауя.

## Первый и второй походы (1203, 1206)
Стремясь вернуть себе контроль над ливами, в 1203 году Владимир Полоцкий вторгся в Ливонию, где захватил замок Икскюль, заставив платить ему дань. Однако вскоре ему пришлось столкнуться с сопротивлением рыцарей ордена, из-за которого ему не удалось захватить замок Гольм. В 1206 году епископ Риги Альберт фон Буксгевден попытался заключить с Владимиром мир, но эта попытка успехом не увенчалась. Летом того же года Владимир осадил Ригу, но взять город так и не смог.
В 1207 году Орденом был захвачен Кукейнос — центр одного из русских удельных княжеств в Ливонии, находившихся в зависимости от полоцкого князя. Князь Вячко, покидая крепость, сжёг её. В 1209 году епископ Альберт с помощью Ордена захватил Герсик — столицу второго полоцкого удела в Ливонии — и пленил жену князя Всеволода, после чего тому пришлось изъявить покорность и подарить свою страну Рижскому архиепископству, получив назад лишь небольшую её часть в качестве феода.
Вячко и Всеволод были сыновьями Бориса Давыдовича, княжившего в Полоцке в начале 1180-х и являвшегося, по одной из версий, сыном смоленского князя Давыда Ростиславича. Во всяком случае, начиная с 1164 года смоленские князья периодически княжили в Витебске — вотчине занимавшей с 1162 года полоцкий престол линии Изяславичей полоцких.
Потеря Кокенойса и Герцика показала неспособность полоцких князей самостоятельно остановить экспансию крестоносцев.

Карта расселения балтийских племён ок. 1200 года (на латышском)

## Третий поход (1210)
В 1209 году новгородский престол занял амбициозный представитель смоленских Ростиславичей Мстислав Удатный. В 1210 году Мстислав с братом Владимиром псковским провёл поход на чудь и торму, осадил Медвежью голову, взял откуп в 400 ногат и обещание эстов принять православие. В соответствии с мирным соглашением русские должны были прислать православных священников, но вместо них пришли священники латинские: новгородская церковь оказалась менее заинтересованной в миссионерстве, чем рижская римская, отмечает историк Денис Хрусталёв.
Мстислав и Владимир Мстиславичи старались стабилизировать ситуацию на своих границах, для чего были уместны союзнические отношения с ливонскими христианами, которым так же, как Новгороду и Пскову, досаждали набеги литвы, вооруженные конфликты латгалов и ливов с эстами, разгоревшиеся в 1208-1210 годах. В условиях угрозы межэтнической бойни и начала войны "всех против всех" немцы подписали мирные договоры с Полоцком и Новгородом. Мир был закреплён браком дочери Владимира Мстиславича и Теодориха (Дитриха), младшего брата рижского епископа Альберта. 
В конце 1210 года псковичи помогли немцам  в походе на эстонскую область Сонтагану в ответ на нападение эстов на подвластных ливонским рыцарям латгалов. Эти действия князя вызвали ожесточение не только у эстов, но и у псковичей, которые совсем не хотели делиться данью от эстонских областей с немецкими крестоносцами.
В феврале-марте 1211 года немцы захватили центральный город земли Сакала Вильянди, после чего эсты предприняли контрнаступление и были разбиты на Койве немцами, латгалами и ливами. После этого немцы стали главными претендентами на власть в Эстонии, а епископ Альберт назначил туда отдельного епископа Леальского — брата Теодориха.
Получив известие о победах немцев в земле Сакала, которая исконно была данником Пскова, горожане не позднее весны 1211 года  изгнали князя Владимира.
В январе-феврале 1212 года в поисках крестоносцев Мстислав с 15-тысячным войском, братьями Владимиром и Давыдом прошёл до Варболы в северной Эстонии и осадил её. После нескольких дней осады он получил откуп 700 ногат и вернулся на Русь.

## Несостоявшийся поход (1216)
В 1216 году по просьбе эстов Владимир Полоцкий организовал поход на Ригу полоцкими и смоленскими силами, но неожиданно умер, только взойдя на корабль, и поход расстроился.

## Четвёртый поход (1217)
Зимой между 1216 и 1217 годами русские сборщики дани сожгли один из замков в Латгалии, после чего были пленены немцами, затем после переговоров отпущены. Немцы совершили набег на новгородские земли в начале января 1217 года.
В феврале 1217 года Владимир псковский вместе с союзной ему частью эстов в числе около 20 тысяч человек 17 дней осаждал Оденпе. Оборонявшиеся в городе эсты запросили помощи у немцев. 3-тысячное войско пришло к Оденпе с целью войти в город и укрепить силы гарнизона. Им это удалось ценой потери 2 военачальников и 700 коней. Известно, что во время боя пострадал русский обоз. Спустя 3 дня осаждённые сдали город с условием, что будут выпущены в Ливонию.

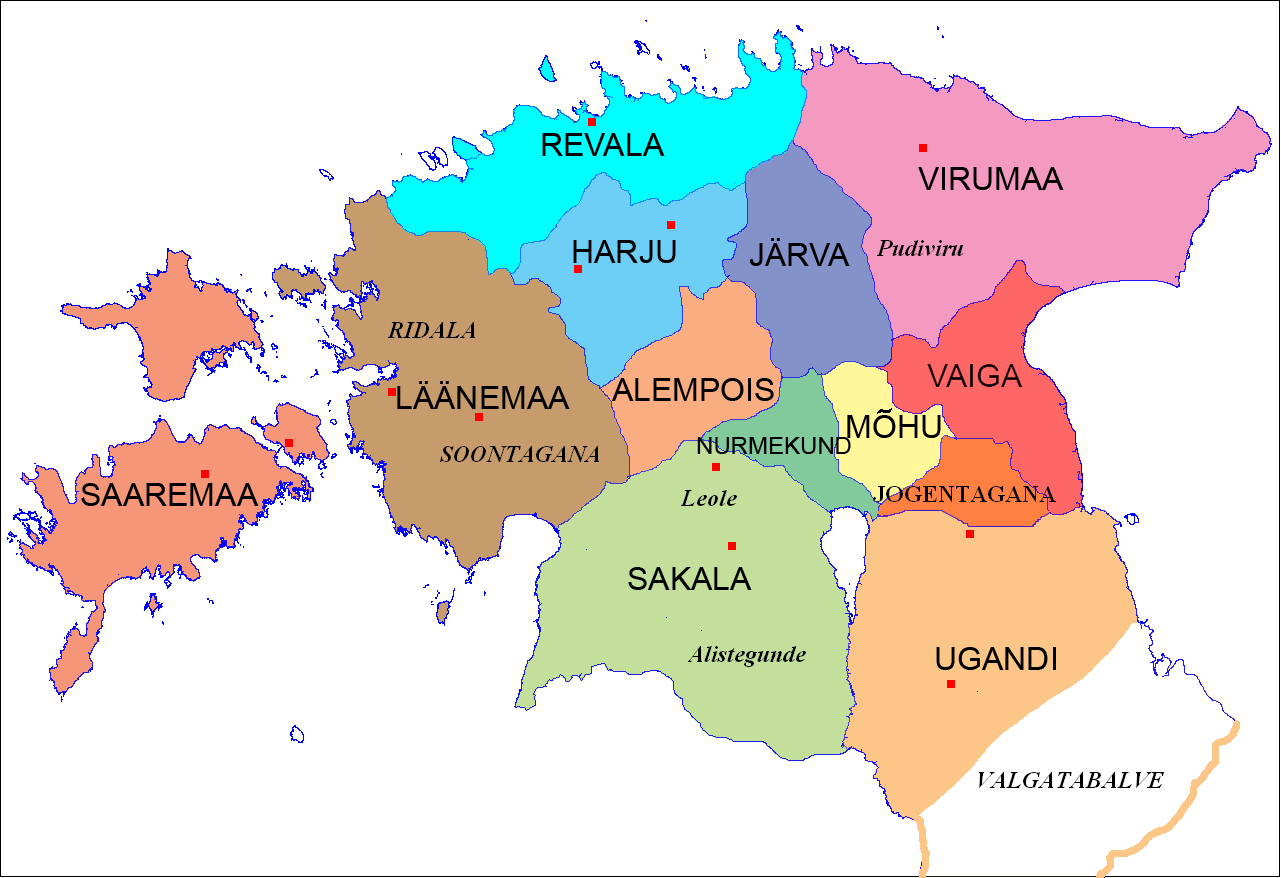
Княжества древней Эстонии

## Пятый поход (1219)
Об этом походе российский историк Соловьёв С.М. говорит Новгородцы явились уже поздно в Ливонию с князем своим Всеволодом, имея в виду поражение эстов при Вильянди в сентябре 1217 года.
16-тысячное новгородское войско во главе со Всеволодом Мстиславичем, Владимиром Псковским и его сыном Ярославом пришло в Эстонию и подготовилось для выступления в Ливонию. Рыцари с ливами и латгалами выступили против них. Генрих Латвийский рассказывает о разгроме русского сторожевого отряда, его отступлении и преследовании до водной преграды, за которой было сосредоточено основное русское войско. При виде его ливы и латгалы бежали, а немцам удалось воспрепятствовать попытке переправы со стороны русских, которые потеряли 50 человек. Однако, остановить русских немцам не удалось, и далее известно о разорении русским войском земель латгалов и ливов и безуспешной 2-недельной осаде Вендена. Генрих Латвийский связывает последующее отступление русских со сбором немцами нового войска.

## Шестой поход (1222)
После смены смоленского представителя в Новгороде на владимирского (Всеволода Юрьевича) был произведён новый поход против немцев. Из Владимира пришло вспомогательное войско во главе со Святославом Всеволодовичем. 12-тысячное войско вместе с литовцами осаждало Венден и разоряло прилегающие земли.

## Седьмой поход (1223)
Эсты после общего восстания в январе 1223 года пригласили на помощь новгородцев и разместили их в Вильянди и Юрьеве, поделив с ними захваченное имущество крестоносцев. После победы над эстами при Имере крестоносцы собрали 8-тысячное войско и 15 августа 1223 года взяли Вильянди, где находился русский гарнизон. Генрих Латвийский пишет: Что касается русских, бывших в замке, пришедших на помощь вероотступникам, то их после взятия замка всех повесили перед замком на страх другим русским… Между тем старейшины из Саккалы посланы были в Руссию с деньгами и многими дарами попытаться, не удастся ли призвать королей русских на помощь против тевтонов и всех латинян. И послал король суздальский своего брата, а с ним много войска в помощь новгородцам; и шли с ним новгородцы и король псковский со своими горожанами, а было всего в войске около двадцати тысяч человек. 
Выступившее из Новгорода не ранее июля 20-тысячное новгородско-владимирское войско во главе с Ярославом Всеволодовичем не успело на помощь гарнизону Вельяна, однако «Ярослав вступил в Ливонию как освободитель: жители встречали его с радостью и в Юрьеве, и в Медвежьей Голове. Он хотел идти походом на Ригу, но чудские послы с о. Эзеля просили его повернуть в Эстонию. Близ Вельяна (Феллин) он увидел много повешенных немцами туземцев. Он поклялся отмстить, но наказал не столько рыцарей, сколько жителей этой области, сжегши их селения. Затем он целый месяц осаждал  датскую Колывань, но не мог его взять и вернулся в Новгород, „взяв полона без числа и злата много“", -- указывает историк А.В.Соловьёв.

## Несостоявшийся поход (1224)
Не взятый в 1223 году за 5 дней Юрьев был вновь осаждён немцами в 1224 году.
К 1224 году относится внутриполитическое противостояние между Новгородской республикой и Юрием Всеволодовичем владимирским, закончившееся вокняжением в Новгороде шурина Юрия Михаила Всеволодовича вместо Всеволода Юрьевича. Между тем известно о походе новгородцев на помощь Юрьеву вплоть до Пскова. Также Лаврентьевская летопись под 1224 годом содержит сведения о посылке Юрием войска во главе со своим братом Владимиром и племянником Всеволодом Константиновичем без указания цели похода.

## Несостоявшийся поход (1228)
Хотя во время присутствия в Прибалтике русских войск в 1222—1223 годах соотношение сил складывалось не в пользу ордена, ему удалось удержать свои крепости и вплотную придвинуться к псковским рубежам, в связи с чем во Пскове возникли волнения. В частности, когда в 1228 году Ярослав начал новый поход против ордена, распространились слухи, что в действительности он планирует идти на Псков. Тогда новгородцы отказались от участия в походе, а псковичи заключили союз с орденом, и поход был сорван.

## Восьмой поход (1234)
В булле от 24 ноября 1232 года папа римский Григорий IX просил орден направить войска, чтобы защитить наполовину языческую Финляндию, крещение которой проводили шведские епископы, от колонизации её новгородцами. В 1233 году новгородские беглецы вместе с князем Ярославом Владимировичем (сыном Владимира Мстиславича, жившим в Риге после смерти отца) овладели Изборском, но вскоре были выбиты оттуда псковичами. Решение о походе во владения Ордена было принято Ярославом Всеволодовичем после того, как крестоносцы совершили аналогичный набег на Тёсов в том же году.
В 1234 году Ярослав Всеволодович пришёл из Переяславля с низовскими полками, вместе с новгородцами вторгся во владения Ордена и остановился вблизи города Юрьева, не переходя к осаде. Рыцари предприняли вылазку из Юрьева, а также из находившейся примерно в 40 км в югу от него Медвежьей Головы (Отепя), но были разбиты. Часть их вернулась за крепостные стены, а другая часть, преследуемая русскими, провалилась под лёд реки Эмайыги и утонула. Среди погибших летопись упоминает лучьших Нѣмцовъ нѣколико и низовець (то есть воинов Владимиро-Суздальского княжества) нѣколико. По сведениям новгородской летописи, поклонишася Нѣмци князю, Ярославъ же взя с ними миръ на всеи правдѣ своеи.
Крестоносцам было нанесено поражение на их территории, и они не предприняли вторжения более серьёзного, чем набеги на Изборск и Тёсов в 1233 году (вплоть до ослабления Северо-Восточной Руси монгольским нашествием в 1237—1239 годах). Они предприняли попытку взять реванш за счёт земель, населённых литовскими племенами (в походе на стороне ордена участвовали и псковичи), но неудачно (1236), после чего орден меченосцев объединился с Тевтонским орденом (1237).